# 무앙싸이

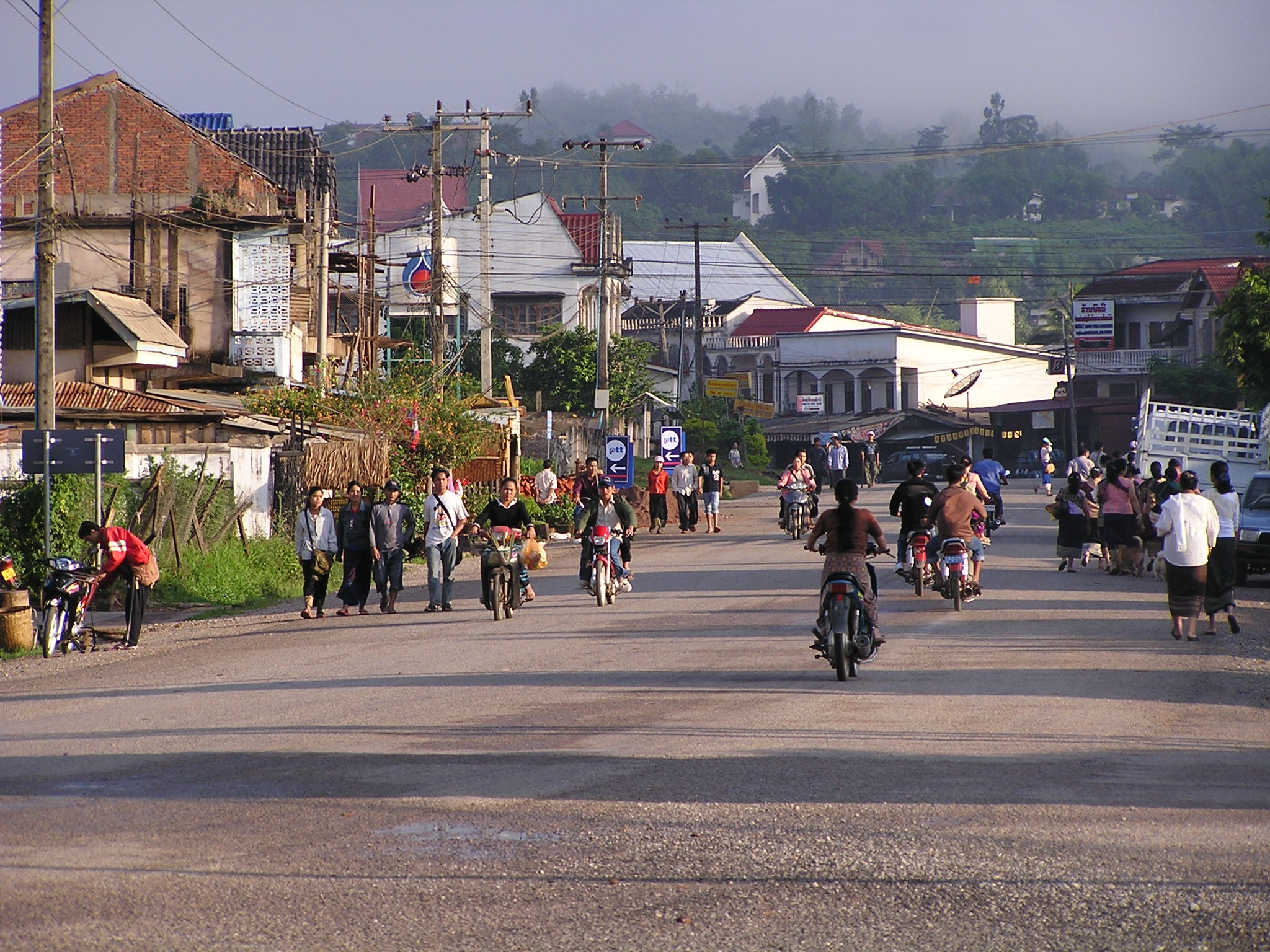

무앙싸이(Muang Xay)는 라오스 북부 우돔싸이 주의 주도로, 우돔싸이 공항이 위치하며 교통과 관광업이 발달했다.